# Doolittle (album)
Doolittle è il secondo album della band statunitense Pixies. Venne pubblicato nel 1989 nel Regno Unito dalla 4AD. L'album, come il precedente Surfer Rosa, verrà considerato uno dei capolavori del gruppo e dell'intero genere, uno dei migliori del decennio e fonte di ispirazione per artisti come Kurt Cobain. Nel 2003, un sondaggio tra i lettori della rivista musicale britannica NME, l'ha classificato come il secondo miglior album di tutti i tempi. Nel 2003, la rivista statunitense Rolling Stone, lo ha inserito al 266º posto della lista dei 500 migliori album di sempre.

## Descrizione
Registrato tra il 31 ottobre e il 23 novembre 1988 presso il Downtown Recorders Studio di Boston e mixato tra il 28 novembre e il 12 dicembre al Carriage House Studios di Stamford, nel Connecticut, il disco venne prodotto da Gil Norton e pubblicato il 18 aprile 1989 dalla 4AD, con la Elektra Records in qualità di distributore negli Stati Uniti.
L'insolito contrasto tra i contenuti scabrosi dell'album, con i suoi riferimenti al surrealismo, alla violenza biblica, alla tortura e alla morte, e una produzione pulita e per niente oscura suscitarono reazioni molto positive di pubblico e critica tanto che l'album raggiunse un inaspettato successo commerciale, piazzandosi alla posizione numero otto della Official Albums Chart.
Dall'album furono estratti i singoli Here Comes Your Man e Monkey Gone to Heaven.
Nel testo del brano Debaser viene citato il cortometraggio surrealista Un chien andalou - Un cane andaluso di Luis Buñuel.
(Pixies, Debaser)

## Tracce
Testi e musiche di Black Francis, eccetto dove indicato.
1. Debaser – 2:52
2. Tame – 1:55
3. Wave of Mutilation – 2:04
4. I Bleed – 2:34
5. Here Comes Your Man – 3:21
6. Dead – 2:21
7. Monkey Gone to Heaven – 2:56
8. Mr. Grieves – 2:05
9. Crackity Jones – 1:24
10. La La Love You – 2:43
11. No. 13 Baby – 3:51
12. There Goes My Gun – 1:49
13. Hey – 3:31
14. Silver – 2:25 (Black Francis, Kim Deal)
15. Gouge Away – 2:45

Durata totale: 38:36

## Formazione
- Black Francis: voce e chitarra
- Kim Deal: basso e slide guitar in Silver
- David Lovering: batteria, voce principale in La La Love You e basso in Silver
- Joey Santiago: chitarra e cori

### Musicisti aggiuntivi
- Corine Metter: violino in Monkey Gone To Heaven
- Karen Karlsrud: violino in Monkey Gone To Heaven
- Ann Rorich: violoncello in Monkey Gone To Heaven
- Arthur Fiacco: violoncello in Monkey Gone To Heaven